# 1456
Évszázadok: 14. század – 15. század – 16. század
Évtizedek: 1400-as évek – 1410-es évek – 1420-as évek – 1430-as évek – 1440-es évek – 1450-es évek – 1460-as évek – 1470-es évek – 1480-as évek – 1490-es évek – 1500-as évek
Évek: 1451 – 1452 – 1453 – 1454 –  1455 – 1456 – 1457 – 1458 – 1459 – 1460 – 1461

## Események

### Határozott dátumú események
- január 30. – Rhein vára mellett a német lovagok zsoldosai szétverik a még előző ősszel felkelt mazúr parasztokat.
- február 6. – A magyar országgyűlésen Juan de Carvajal bíboros ígéretet tett arra, hogy a pápai, illetve olasz hajóhad le fogja kötni a szultán erejének egy részét, valamint az aragóniai és burgundi uralkodók segélyhadat küldenek.[1]
- április 7. – V. László magyar király hírét véve a Magyarország elleni török hadjáratnak levélben kéri a megígért segítséget a pápától illetve a külföldi uralkodóktól.[1]
- május 14. –  Hunyadi László megerősíti Nándorfehérvár védelmét és Szilágyi Mihályt nevezi ki várkapitánnyá.[1]
- június 29. – III. Kallixtusz pápa elrendeli, hogy minden templomban mondjanak imát a pogányok ellen, délben pedig háromszor kongassák meg a harangokat, amellyel imára hívják a hívőket a törökök feletti győzelemért.[2]
- július 3. – A II. Mehmed oszmán szultán vezette török hadak Nándorfehérvár alá érnek, és másnap – a város körülzárásával – megkezdik a város ostromát.[3]
- július 7. – Jeanne d’Arc rehabilitálása[4]
- július 14. – Hunyadi János a Szalánkeménnél állomásozó flottával megtámadja és legyőzi a Vidinből Nándorfehérvár alá igyekvő török hajóhadat, majd a nándorfehérvári naszádok támogatásával áttöri a város alatt kiépített török hajóláncot, s erősítést juttat az ostromlott várba.[3]
- július 21. – II. Mehmed elrendeli a nándorfehérvári vár elleni – utolsó – rohamot.[5]
- július 22. – A nándorfehérvári diadal a törökök felett.[5]
- augusztus 11. – A zimonyi katonai táborban kitört pestisjárványban maga Hunyadi is meghal.[3][6] (Halála után kiújulnak a ligaharcok, a Hunyadiak hívei fegyveresen érkeznek a futaki országgyűlésre.)
- augusztus 20. – II. László havasalföldi fejedelem elesik a III. Vladdal vívott csatában, aki követi őt a trónon.
- október 17. –  A greifswaldi egyetem alapítása.[7]
- november 8. – V. László király megérkezik Nándorfehérvárra, a Hunyadiak kirekesztik a királyi kíséretet.[8]
- november 9. – A Hunyadiak hívei meggyilkolják Cillei Ulrik főkapitányt.[8]
- november 23. – A király Temesvárott ünnepélyes ígéretet tesz, hogy nem áll bosszút Cillei gyilkosain. Hunyadi Lászlót országos főkapitánnyá nevezi ki.[8]

### Határozatlan dátumú események
- június – Hunyadi János elrendeli a vajdasága alá tartozó szászok mozgósítását.[3]
- az év folyamán – 
  - Brankovics Lázár lesz Szerbia uralkodója.
  - Luigi de Cadamosto felfedezi a Zöld-foki szigeteket.

## Születések
- március 1. – II. Ulászló magyar király (* 1516)
- június 11. – Neville Anna, később III. Richárd angol király felesége

## Halálozások
- július 21. – Dugovics Titusz katona, hősi várvédő
- augusztus 11. – Hunyadi János magyar hadvezér, kormányzó
- október 23. – Kapisztrán Szent János itáliai teológus, hitszónok, inkvizitor, a nándorfehérvári diadal hőse (* 1386)